# Медаль за участь в японсько-китайській війні
Медаль за участь в японсько-китайській війні (офіційна назва — Медаль за участь у військовій кампанії 27-28 років Мейдзі) — нагорода Японської імперії.

## Історія
Медаль була заснована указом № 143 від 9 жовтня 1895 року. Відповідно до указу, вона карбувалась з металу, відлитого після переплавлення захоплених у противника артилерійських гармат. Нею нагороджували всіх військовослужбовців армії та флоту Японії, які брали участь у Японсько-китайській війні. Медаллю нагороджували й посмертно, у цьому випадку нагороду передавали близьким родичам.

## Опис

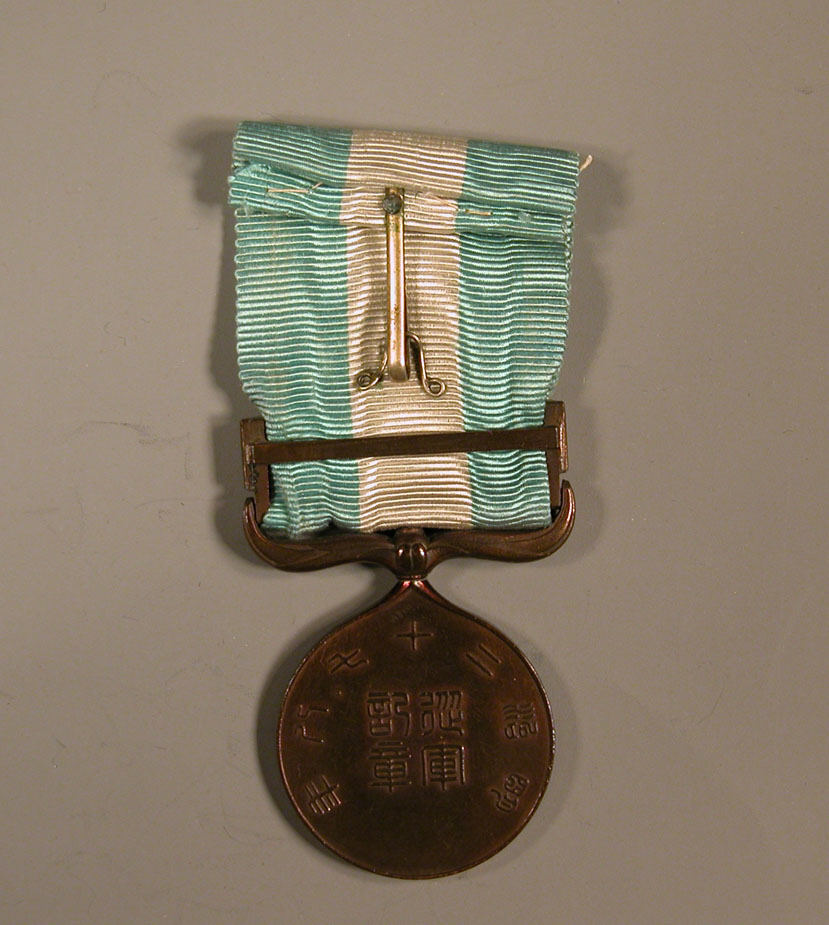
Реверс медалі.

Медаль кругла, діаметром 30 мм, виготовлена із темної бронзи і прикріплена до шарнірної підвіски. На аверсі зображена хризантема (імператорський герб), а під нею — перехрещені армійське та військово-морське знамена. На реверсі, в центрі — напис «Медаль за участь у військовій кампанії». По краях реверсу — ієрогліфи, що означають 27-й — 28-й роки Мейдзі (1894—1895).
Стрічка завширшки 36 мм виготовлена з муарового шовку і розділена на 3 рівні частини: зелену, білу і зелену. Прикріплена до нагороди планка жодного напису не має.
Нагородна коробочка дерев'яна , покрита темно-коричневим лаком, без напису.